# Christiane Jatahy
Christiane Jatahy   (Rio de Janeiro, 1968) és una directora de teatre brasilera. Des del 2003, les seves obres tracten d'explorar diferents àrees artístiques, centrant-se sobretot en la barreja de llenguatges i formats que s'estableixen entre l'audiovisual i el teatre.

## Inicis
Creix amb la seva obra A falta que nos move (La falta que ens mou) (2009), una pel·lícula de 13 hores gravada per tres càmeres portables, en la qual uns personatges es mouen i actuen seguint les ordres d'uns missatges de text (de la directora) que van rebent. El material "cru" va ser projectat en tres pantalles simultànies.

## Obra
Les seves obres exploren la relació íntima entre el cinema i el teatre, fins al punt de coexistir en un mateix espaitemps. És a dir, el fonament de la producció de Jathay resideix en la gravació i projecció simultània d'una pel·lícula dins d'una obra de teatre. Alhora que la performance transcorre, un equip de càmeres, sovint ben integrats en el guió per tal de no desubicar a l'espectador, roden l'escena, que es projecta sobre una pantalla. Això va més enllà de l'ús de la projecció de l'escena utilitzada sovint en grans espais per tal de veure millor el que està succeint a l'escena, o d'usar recursos audiovisuals amb el fi de generar una escenografia virtual. En aquest cas, el rodatge esdevé un element escènic més. Les escenes succeeixen en un set de rodatge i alguns cops l'actuació física desapareix i només es pot contemplar la projecció audiovisual.
Profundament, influïda pels clàssics literaris, la majoria de les seves obres consisteixen en adaptacions o interpretacions d'obres d'autors com Shakespeare, Txékhov o Homer. El primer cop que Jathay mescla cinema i teatre en rigorós directe és el 2011 a Julia, una interpretació de text Miss Julia d'August Strindberg. En aquesta obra el set es va movent i les pantalles es desplacen deixant lloc a espais com una cuina o un dormitori. Tal com ja havien plantejat Piscator o Gropius amb la seva intenció de fer a l'espectador partícip de l'obra, envoltant-lo, Jathay tracta de fer el mateix en les seves obres, i una en les que més ho aconsegueix és The Walking Forest, obra inspirada en l'obra de Shakespeare Macbeth. Aquest espectacle és una complexa performance que barreja videoart, cinema i actuació teatral; que consta d'una sala d'exposició en la qual es van projectant vídeos sobre quatre pantalles de testimonis de joves opinant i criticant diversos aspectes sobre el sistema politicosocial del Brasil. Dins la sala hi ha un petit bar en el qual els espectadors poden anar menjant i prenent quelcom mentre veuen l'exposició, a més, diversos actors es camuflen entre els visitants.
| Nom                          | Any  |
| ---------------------------- | ---- |
| A FALTA QUE NOS MOVE         | 2009 |
| CORTE SECO                   | 2010 |
| JULIA                        | 2011 |
| UTOPIA                       | 2013 |
| WHAT IF THEY WENT TO MOSCOW? | 2014 |
| THE WALKING FOREST           | 2015 |
| MOVING PEOPLE                | 2017 |
| ITHACA                       | 2018 |
| THE LINGERING NOW            | -    |